# 西牧信道
西牧 信道（にしまき のぶみち）は、信濃国の豪族・武家。安曇郡南部に勢力を拡大した滋野姓西牧氏の当主で、小笠原氏の重臣であったが、のちに武田晴信に仕えた。武田氏滅亡後、故地に復帰した小笠原一族の追討によって没落した。

## 概要
西牧信道は、天文3年（1534年）における小笠原家臣団書状の中に、家老衆・160騎を率いる重臣として記録されている。
その後、天文12年（1543年）以降、武田晴信による信濃侵攻では、天文17年（1548年）に塩尻峠の戦いで小笠原氏に従軍する。しかし、小笠原軍団は統制がとれておらず、このため信道も三村長親らと共に武田軍に内応した。
塩尻峠合戦で小笠原氏が武田氏に大敗すると、間もなくして信道は武田氏に仕え、そのもとで飯富軍らとともに二木・小笠原らと戦った（野々宮合戦）。この戦役で西牧勢は敗北して、信道は本城（安曇郡北条城？）を攻撃され、手勢や麾下の多くを討ち取られたとされる。
その後、武田信玄による安曇・筑摩両郡の支配が安定すると、信玄は西牧氏の寺院である金松寺を常徳寺本堂へと寄進している。このことから、信道ら西牧氏は武田氏家臣となってから小笠原時代のように重用されることが無くなり、寺社の扱いも武田氏によって仕切られていたと思われる。
天正10年（1582年）には、同族と思われる西牧又兵衛が武田勝頼から織田信長へ離反しており、間もなくして武田氏は滅亡した。
天正壬午の乱では、筑摩郡に小笠原貞慶が復帰し、天正11年（1583年）、信道は貞慶軍に攻撃されて西牧城より遁走した。これにより、西牧氏遺領は二木氏の管轄となり、西牧一族は国人として滅亡した。
その後、信道らは梓川渓谷一帯の「殿様小屋」などに拠って反抗を試みたものの、同年には掃討戦によって放逐され、木曽氏を頼って落ち延びたとされる。

## 子孫
西牧信道直系の子孫は不明であるが、江戸期、山村代官の配下として西牧氏の名がみられる。このため、西牧一族は木曽義昌らの転封後も木曽にとどまり、江戸時代には尾張藩士として代官所に取り立てられていたことがうかがわれる。